# Нове Хлебйоткі
Нове Хлебйоткі (пол. Nowe Chlebiotki) — село в Польщі, у гміні Завади Білостоцького повіту Підляського воєводства.
Населення — 155 осіб (2011).
У 1975-1998 роках село належало до Ломжинського воєводства.

## Демографія
Демографічна структура станом на 31 березня 2011 року:
|          | Загалом | Допрацездатний вік | Працездатний вік | Постпрацездатний вік |
| -------- | ------- | ------------------ | ---------------- | -------------------- |
| Чоловіки | 90      | 21                 | 56               | 13                   |
| Жінки    | 65      | 13                 | 42               | 10                   |
| Разом    | 155     | 34                 | 98               | 23                   |